# Алексий (Коноплёв)
Митрополи́т Але́ксий (в миру Ви́ктор Алекса́ндрович Коноплёв; 28 января [10 февраля] 1910, Павловск, Воронежская губерния — 24 сентября 1988, Калинин) — епископ Русской православной церкви, митрополит Калининский и Кашинский.

## Биография
Родился 28 января (10 февраля) 1910 года в городе Павловске Воронежской губернии. В 12 лет потерял отца. В 1924 года начал прислуживать пономарём в храме. Окончив среднюю школу, в 1929—1933 годах служил псаломщиком в Преображенском соборе Павловска, настоятелем которого был протоиерей Евгений Белозоров. По словам протоиерея Валерия Ильина, «Он мне рассказывал, как в 1920—30-е годы был лишён избирательных прав, как он не мог обувь купить, как был псаломщиком в Павловске».
6 июля 1930 года был приговорён к трём годам ссылки. Отбывал в Свирьских лагерях.
В октябре 1941 года в связи с началом Великой Отечественной войны был мобилизован в Красную армию. 5 мая 1942 года получил ранение в боях на Северо-Западном фронте. После излечения в августе 1942 года снова направлен на передовую Брянского фронта. Был ранен вторично и после госпиталя как нестроевой откомандирован в 66-й военно-дорожный отряд 3-го военно-дорожного управления 2-го Прибалтийского фронта. В ноябре 1944 года награждён медалью «За боевые заслуги» за выполнение заданий командования во время боя, несмотря на тяжёлое ранение. Победу встретил в звании старшины. Демобилизован из армии в декабре 1945 года. При увольнении в запас ему была вручена грамота командующего войсками Ленинградского военного округа маршала Леонида Говорова с благодарственной записью.

## Священство
В 1947 году поступил в Московскую духовную семинарию. 13 июня 1948 года в Успенском академическом храме Московского Новодевичьего монастыря ректором Московских духовных школ архиепископом Казанским и Чистопольским Гермогеном (Кожиным) рукоположён в сан диакона. Служил в московских храмах Апостолов Петра и Павла в Лефортове и иконы Божией Матери «Всех скорбящих Радость» на Калитниковском кладбище. После окончания семинарии 1 июля 1951 года митрополитом Крутицким Николаем (Ярушевичем) рукоположён во иерея и состоял в штате храма Воскресения Словущего на Успенском Вражке города Москвы, а затем стал настоятелем в Троицкой церкви в Воробьёве, где прослужил до избрания епископом. В 1955 году окончил Московскую духовную академию со степенью кандидата богословия за сочинение «Богодухновенность Священного Писания Ветхого Завета (по святоотеческому учению)».

## Епископство
31 мая 1956 года решением Священного синода был избран епископом Молотовским и Соликамским.
6 июня 1956 года был пострижен в монашество с именем Алексий, а 14 июня возведён в сан архимандрита. 21 июля в Богоявленском кафедральном соборе в Москве был хиротонисан во епископа Пермского и Соликамского. Хиротонию совершали патриарх Московский и всея Руси Алексий I, митрополит Крутицкий и Коломенский Николай (Ярушевич), архиепископ Одесский и Херсонский Борис (Вик), епископ Волынский и Ровенский Палладий (Каминский) и епископ Бийский Донат (Щёголев). За хиротонией в алтаре собора в полном облачении присутствовали члены делегации Англиканской церкви во главе с епископом Йоркским Михаилом Рамсеем.
14 марта 1957 года решением Священного синода назначен епископом Лужским, викарием Ленинградской епархии, настоятелем возвращённого верующим Троицкого собора Александро-Невской лавры, руководителем работ по его восстановлению.
14 ноября 1961 года решением Священного синода назначен епископом Тульским и Белёвским. 25 февраля 1964 года возведён в сан архиепископа.
27 января 1966 года решением Священного синода назначен архиепископом Рижским и Латвийским.
8 октября 1966 года решением Священного синода назначен архиепископом Краснодарским и Кубанским. С 15 декабря 1966 по 7 октября 1967 года временно управлял Ростовско-Новочерскасской епархией.
25 ноября 1968 года советом Московской духовной академии присвоено звание магистра богословия за сочинение «История Тульской епархии со времени её учреждения (1799—1917)».
19 апреля 1978 года решением Священного синода назначен архиепископом Калининским и Кашинским. Вступив на Калининскую кафедру, подал ходатайство об установлении Собора Тверских святых, которое по его запросу было установлено патриархом Пименом и впервые было совершено 14—15 июля 1979 года, в Неделю 5-ю по Пятидесятнице. В том же году в здании епархиального управления был устроен храм в честь Тверских святых. Составил текст службы всем Тверским святым. 7 сентября 1981 года возведён в сан митрополита.
10 февраля 1980 года было отпраздновано 70-летие архиепископа. В Калинин для поздравления юбиляра и служения с ним всенощного бдения и литургии в кафедральном Троицком соборе прибыли митрополит Таллинский и Эстонский Алексий (Ридигер), архиепископы Смоленский и Вяземский Феодосий (Процюк) и Дмитровский Владимир (Сабодан), епископ Воронежский и Липецкий Ювеналий (Тарасов).
С 7 по 16 мая 1985 года в связи с 40-летием Победы посетил Югославию.
Помимо совершения богослужений, часто принимал участие в чтении и пении на клиросе. Написал ряд церковных песнопений. По словам протоиерея Валерия Ильина, «очень даровитый человек, труженик. Никогда на месте не сидел: ноты писал, в столярке строгал, золотом вышивал, облачения и подрясники себе шил, иконы писал и реставрировал. Поспеет рябина — говорит: „Надо вина сделать“, и я рвал ягоды, выжимал сок. Он настойки делал — на хрене и на шишках. Помидоры в теплице выращивал. В огороде копался с больной ногой: она у него чёрная, раненая. Я говорю: „Не надо“, он отнекивается: мол, я потихоньку. Придёшь к нему — ложку даст, заставляет икру есть».
Большими событиями в жизни епархии при нём стало окончание длившейся 18 лет реставрации древнейшего каменного храма Тверской земли в селе Городня на Волге (освящён митрополитом Алексием 11 октября 1981 года) и регистрация в 1985 году общины в городе Ржеве. Освящение храма Вознесения Господня во Ржеве, во время ремонта которого в 1986—1987 годах митрополит почти еженедельно приезжал в город, он совершил 19 декабря 1987 года.
Скончался 7 октября 1988 года в Твери. Похоронен за алтарём Успенской церкви в селе Завидово Конаковского района Тверской области.

## Награды
- Церковные:
  - крест на клобук (вместе с возведением в сан архиепископа, 25 февраля 1964).
  - ношение второй панагии (во внимание к церковным заслугам, 1 июня 1988).
  - ордена Русской Православной Церкви прп. Сергия Радонежского 2-й (в связи с 70-летием, 11 января 1980) и 1-й степени (в связи с 75-летием, июль 1985).
- Светские:
  - орден Отечественной войны 1-й степени(1985)[9]
  - орден Дружбы Народов (3 июня 1988 года) — за активную миротворческую деятельность и в связи с 1000-летием крещения Руси[10]
  - юбилейная медаль «40 лет победы в Великой Отечественной войне 1941—1945 гг.» (29 апреля 1985).
  - медаль «За боевые заслуги»
  - медаль «За победу над Германией»[11]

## Публикации
- В редакцию «Журнала Московской Патриархии» [благодарность всем приславшим соболезнования в связи с кончиной Митрополита Елевферия] // Журнал Московской Патриархии. — М., 1959. — № 5. — С. 7.
- Пребывание в нашей стране Предстоятеля Александрийской Церкви // Журнал Московской Патриархии. — М., 1977. — № 11. — С. 7-9.
- Послание клиру и мирянам Калининской епархии [по случаю первого празднования Собора Тверских святых] // Журнал Московской Патриархии. — М., 1979. — № 11. — С. 15.